# 大久保忠陽
大久保 忠陽（おおくぼ ただきよ）は、大久保玄蕃知行所の7代目領主。上級旗本。寛政3年（1791年）4月26日、25歳で家督を継ぐ。火消役などを勤めた。文政9年（1826年）7月19日没。通称は玄蕃頭。

## 生涯
- 寛政2年（1790年）
  - 4月15日 11代将軍・徳川家斉に御目見[2]
- 寛政3年（1791年）
  - 4月26日 家督を継ぐ[5]。（寄合）
- 寛政12年（1800年）
  - 6月19日 火事場見廻[5]
- 享和3年（1803年）
  - 12月20日 火消役[5]
- 文化7年（1810年）
  - 2月17日 百人組頭[5]
- 文政元年（1818年）
  - 9月5日 引退[5]